# Hans Kürsteiner
Hans Hermann Kürsteiner (14 novembre 1885 - 2 août 1968) est un espérantiste suisse. 

## Biographie
Hans Kürsteiner naît le 14 novembre 1885 à Saint-Gall, en Suisse,. 
Hans Kürsteiner apprend l’espéranto en 1908 et cofonde, l’année suivante, le groupe espérantiste de Saint-Gall,. Il y est actif pendant plusieurs dizaines d’année et occupe les postes de président et de secrétaire, avant de finir président honoraire. Durant cette période, il donne de nombreux cours d’espéranto.
En 1936, lors de la crise de gouvernance de l’association universelle d’espéranto, Hans Kürsteiner décide de rester au sein de l’association, malgré le fait que la plupart des membres partent et fondent la ligue internationale d’espéranto. Il devient membre du comité de direction en 1939, puis président de l’association universelle d’espéranto entre 1940 et 1947 Ligue internationale d'espéranto.
Hans Kürsteiner meurt le 2 août 1968 à Saint-Gall.